# Fulvio Milani
Fulvio Milani (Modena, 22 novembre 1885 – Bologna, 23 marzo 1945) è stato un avvocato, politico e antifascista italiano.

## Biografia

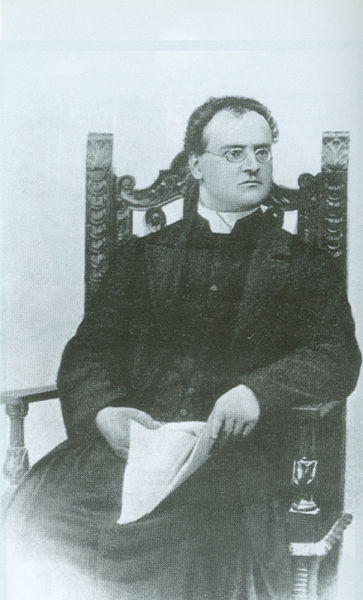
Don Romolo Murri

Laureato a Modena intraprende la professione di avvocato a Bologna e contemporaneamente inizia ad interessarsi della vita politica cittadina. Cattolico di profonda fede, dotato di vasta cultura e sensibile ai problemi sociali ed economici, si inserisce rapidamente nella società "felsinea", in particolare nell'ambiente ecclesiastico per il suo deciso sostegno dell'unità religiosa e politica dei cattolici. L'arcivescovo Giacomo Della Chiesa (futuro papa Benedetto XV) nel 1908 lo incarica di costituire un'associazione che persegua tale obiettivo, che in un primo tempo si concretizza nella locale sezione del Movimento democratico cattolico (fondata con Giovanni Bertini), e in seguito nell'adesione alla Lega Democratica Nazionale, il primo partito cattolico italiano non confessionale fondato da don Romolo Murri.
La Lega, formata da cattolici di orientamento politicamente autonomista, insofferenti al non expedit voluto da Pio IX nel 1871 e sostenitori del cattolicesimo sociale promosso da Leone XIII, si oppone all'Opera dei congressi e dei comitati cattolici, un movimento in cui, dopo la morte di papa Pecci, i conservatori intransigenti prendono il sopravvento sui cattolici sociali con l'appoggio di Pio X. Le due anime dell'Opera si scontrano sul controllo statale della scuola, l'abolizione dell'insegnamento della religione cattolica, la soppressione del Fondo culto e, più in generale, su tutto quanto ha diviso la società civile e religiosa da quando, nel 1861, Cavour aveva enunciato il principio della Libera Chiesa in libero Stato. Nel 1899, dopo un tumultuoso congresso tenutosi a Bologna, i cattolici sociali decidono di abbandonare l'Opera per formare la Lega, ma anche in quest'ultima le divisioni non mancano. Benché sostenga l'unione politica dei cattolici l'azione politica si divide sull'opportunità di appoggiare le istanze sociali portate avanti dai repubblicani, di orientamento massonico, e dai socialisti marxista. Il Miani si schiera nelle file degli oppositori a qualsiasi accordo con questi due partiti. Le due anime giungono al confronto diretto al congresso di Imola del 1910, cui la Lega giunge col suo fondatore dapprima sospeso a divinis per aver partecipato alla sua fondazione e quindi scomunicato in conseguenza della sua elezione a deputato nel 1909 senza aver preventivamente discusso della cosa coi superiori.
La proposta di accordo, nel frattempo limitata ai socialisti, viene respinta a larga maggioranza ma la forzata esclusione di don Murri consente agli oppositori del cattolicesimo sociale di prendere il sopravvento e di adeguare l'associazione, ridenominata Lega democratico cristiana, ai voleri di papa Pio X.

Argentina Bonetti Altobelli

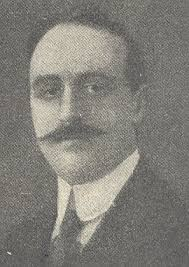
Giovanni Bertini

Conclusa questa esperienza Milani torna per alcuni anni alla professione di avvocato, mettendo particolarmente a disposizione le sue competenze professionali al mondo agricolo. Attraverso consuienze legali mirate promuove lo sviluppo delle fratellanze coloniche e delle Casse rurali e artigiane. Tale impegno gli vale nel 1914 l'elezione a consigliere provinciale di Bologna nel collegio di Porretta Terme col sostegno pressoché totale del ceto contadino. Da questa sede si dedica alla fondazione della Federazione nazionale dei mezzadri e dei piccoli affittuari, un sindacato di orientamento cattolico che nelle lotte d'inizio secolo di braccianti, mezzadri e affittuari si pone in netto contrasto con l'azione della Federterra guidata da Argentina Bonetti Altobelli, organizzazione unitaria socialista che dopo l'esperienza dei Fasci siciliani ha deciso di sostenere braccianti e mezzadri e di escludere dai propri programmi la rivendicazione al possesso della terra. La Federazione cattolica accantona i luoghi comuni della lotta di classe e comprende nella sua azione anche la tutela dei piccoli proprietari ma il 1914 è l'anno dello scoppio della prima guerra mondiale. Il successivo intervento italiano nel conflitto sconvolge i già precari equilibri del mondo rurale, in particolare con un forte calo dei redditi agricoli, e rende più problematica la ricerca di una unione di intenti nel variegato mondo del sindacalismo agrario, caratterizzato da iniziative localistiche e da uno spiccato individualismo dei soci. Nella doppia veste di consigliere provinciale e presidente della Federazione Milani, in collaborazione con Bertini, Eligio Cacciaguerra e Massimo Federici, redige un documento da presentare al Ministero del Lavoro per l'accesso delle organizzazioni sindacali cattoliche nel Consiglio superiore del lavoro e l'estensione ai lavoratori agricoli della legge sugli infortuni, ma che prevede anche la partecipazione alla spesa dei proprietari nell'assunzione di manodopera avventizia e stagionale.
Cessate le ostilità Milani aderisce nel 1919 al costituendo Partito Popolare. In risposta all'appello nazionale, ai cattolici di don Luigi Sturzo promuove la fondazione della sezione bolognese e assieme a Bertini partecipa al primo congresso nazionale, nel giugno dello stesso anno, che si tiene proprio nel capoluogo felsineo. Del variegato mondo cattolico che entra a farne parte Milani fa parte dei giovani democratici cristiani di don Murri, che si riconoscono nell'interconfessionalità (partito di cattolici ma non cattolico), nell'interclassimo e nell'indipendenza dalla gerarchia cattolica, principi che avevano dato vita alla Lega Democratica Nazionale. Forte del sostegno dell'Azione cattolica e dei sindacati bianchi alle elezioni del 1919 il partito raccoglie 1.167.354 (20,5%) e tra i suoi primi cento deputati c'è Fulvio Milani, eletto nel collegio Bologna III con 9.644 preferenze su 21.115 voti di lista.
In parlamento i popolari, mercé i voleri di don Sturzo, rifiutano un accordo operativo coi socialisti e si pongono in una posizione intermedia tra il massimalismo di questi ultimi e gli estremisti e i privilegi di classe sostenuti a vario titolo dalla restante parte dell'assemblea, frazionata in decine di liste. Nei confronti del nascente fascismo, che tiene la sua prima adunanza pubblica a Milano nello stesso anno, assume una posizione attendista che dopo le elezioni del 1921 diventa una forte opposizione che spacca il partito. Tra il 1919 e il 1921, infatti, lo squadrismo fascista attacca duramente non solo le sedi socialiste e repubblicane, ma anche quelle dei popolari e delle associazioni cattoliche. Mentre Don Sturzo cambia idea sui socialisti e propone un patto d'azione PPI-PSI in chiave antifascista Milani si schiera con la fazione che sostiene la collaborazione col PNF e la partecipazione di una delegazione popolare al neonato governo Mussolini. Di quest'ultima fa parte anche Milani, che viene nominato sottosegretario al ministero della giustizia. L'illusione di una normalizzazione, del rincondurre il fascismo nell'alveo della democrazia e del frenare le squadraccie, dura tuttavia pochi mesi, e già nell'aprile del 1923 la collaborazione viene meno.

Giovanni Minozzi

Nei pochi mesi in cui rimane in carica Milani, che è delegato al disbrigo degli affari ecclesiastici, viene incaricato da Mussolini di attivare i suoi canali nel mondo cattolico per poter organizzare un incontro riservato col cardinale Pietro Gasparri, segretario di stato di Pio XI, nel quale discutere anche la possibilità di chiudere una volta e per sempre la questione romana. Milani si rivolge a mons. Giuseppe Pizzardo, futuro cardinale e al momento vice-prefetto della congregazione per gli affari ecclesiastici straordinari. Questi propone di farsi tramite per un incontro con Gasparri che Milani rifiuta, non essendo ancora maturi i tempi per un colloquio ufficiale. Muovendosi con discrezione e cautela incontra don Giovanni Minozzi (fondatore dell'Opera nazionale per il Mezzogiorno d'Italia e don Giovanni Genocchi, dei Missionari del Sacro Cuore di Gesù, che presentano in seguito un resoconto dell'incontro all'alto prelato in cui precisano che [Milani] "voleva sapere quali fossero i desiderata della Santa Sede per il miglioramento delle condizioni finanziarie del clero" e che "i colloqui iniziali dovevano essere segreti". Al 19 gennaio 1923, data del documento, l'incontro è stato tuttavia organizzato da Alessandro Chiavolini, segretario personale del Duce, che si è rivolto al conte Carlo Santucci, proprietario di un palazzo con due entrate dove i due uomini potevano darsi convegno senza dare nell'occhio.
Un ulteriore atto di notevole importanza è il sostegno che Milani ha dato all'amnistia che il governo Mussolini concede nel 1922, pochi giorni dopo la marcia su Roma, ai delitti commessi per fini cosiddetti nazionali, che tra gli altri salva i fascisti responsabili della strage di Torino.
Lasciato l'incarico di sottosegretario, dovuto ai contrasti sull'approvazione della legge Acerbo Milani mantiene le sue posizioni nei confronti del fascismo nonostante la violenza fascista antipopolare non si fosse mai placata. Sempre convinto della possibilità di normalizzare il fascismo viene rieletto per la terza volta nel 1924, anno in cui la situazione del PPI bolognese è sempre più compromessa. Nello stesso anno, per "salvaguardare una presenza politica dei cattolici quando i segni del cedimento, specie a Bologna, erano ormai più che evidenti", promuove la fondazione del settimanale La sorgente, che viene pubblicato fino alla limitazione della libertà di stampa nel 1926. All'indomani della scomparsa di Giacomo Matteotti prende parte alla secessione dell'Aventino anche se all'ultimo congresso del PPI bolognese ha sostenuto la necessità di una posizione autonoma nell'ambito delle opposizioni. Dopo la completa devastazione della sede locale del partito si dimette per protesta da tutte le cariche pubbliche mantenendo solo quella di deputato con l'intenzione di invitare i secessionisti popolari a tornare a partecipare ai lavori del parlamento a difesa delle "strutture residue ed i consensi in attesa del declino fascista e di nuove elezioni". Nonostante nel gennaio 1926 si ripresenti effettivamente in aula nel novembre successivo viene compreso nell'elenco dei deputati decaduti.
Tornato a vita privata, seppure sotto il costante controllo della polizia fascista, Milani riprende la sua professione di avvocato intrattenendo rapporti culturali, professionali e politici con esponenti cattolici. Per il prestigio ottenuto fino ad allora viene definito il capo di tutte le sezioni emiliane del disciolto partito. Partecipa in particolare all'attività del circolo di filosofia dell'Emilia-Romagna, al gruppo del Vangelo locale e alle conferenze di San Vincenzo organizzate dall'azione cattolica e dalla FUCI. Fautore di una saldatura culturale con cattolici di diversi generazioni attraverso le sue conferenze trasmette un forte valore antifascista a tanti futuri esponenti della Resistenza bianca.